# Jonah Bolden
Pour les articles homonymes, voir Bolden.
Jonah Bolden, né le 2 janvier 1996, à Melbourne, en Australie, est un joueur australien de basket-ball. Il évolue au poste d'ailier fort.

## Carrière

### En club
En juillet 2017, le Maccabi Tel-Aviv rachète le contrat de Bolden à l'Étoile rouge de Belgrade et Bolden signe un nouveau contrat de trois ans avec le Maccabi.
Il signe un contrat avec les Philadelphia 76ers, le 25 juillet 2018. Bien qu'ayant fait ses débuts en pré-saison, il passe la majeure partie de sa saison rookie en G-League, où il joue pour les Blue Coats du Delaware.
Le 7 février 2020, il est coupé par les 76ers de Philadelphie.
Le 11 février 2020, il signe un contrat de 10 jours avec les Suns de Phoenix.

### Équipe nationale
Jonah Bolden fait ses débuts internationaux avec l'équipe senior d'Australie à l'occasion d'un match face au Canada en août 2019. Cependant, il déclare forfait pour la Coupe du Monde 2019 en Chine à la suite de la signature de son contrat avec les Philadelphia Sixers. Ce forfait s'ajoute à ceux de Thon Maker, Ben Simmons, Dante Exum et Ryan Broekhoff.

## Palmarès
- Meilleur espoir de la ligue adriatique 2017
- Coupe d'Israël de basket-ball (2017)
- Champion d'Israël (2018)